# Colletotrichum coccodes
Colletotrichum coccodes (Wallr.) S. Hughes – gatunek grzybów z rodziny Glomerellaceae. Wśród roślin uprawnych w Polsce wywołuje choroby o nazwie antraknoza pomidora i antraknoza ziemniaka.

## Systematyka i nazewnictwo
Pozycja w klasyfikacji według Index Fungorum: Colletotrichum, Glomerellaceae, Glomerellales, Hypocreomycetidae, Sordariomycetes, Pezizomycotina, Ascomycota, Fungi.
Po raz pierwszy takson ten zdiagnozował w 1833 r. Karl Friedrich Wallroth nadając mu nazwę Chaetomium coccodes. Obecną, uznaną przez Index Fungorum nazwę nadał mu Stanley John Hughes w 1958 r.
Synonimów ma ponad 50.
Gatunek ten znany jest wyłącznie jako anamorfa, jak dotąd nie zaobserwowano jego teleomorfy. Na podstawie badań molekularnych i ultrastrukturalnych uważa się, że jest nią któryś z gatunków w obrębie rodzaju Glomerella.

## Morfologia
Acerwulusy pojawiają się na łodydze i korzeniach w grupach, lub pojedynczo, rozrzucone. Są kuliste lub jajowate, o średnicy do 250–300 μm. Powstają wewnątrz tkanek i pod naskórkiem żywiciela, powodując zaburzenia jego tkanek. Znajdują się w nich szczecinki o długości 40–140 μm wyrastające z powierzchniowych warstw acerwulusa. Komórka, z której wyrastają ma rozmiar 4,5–5,5 × 9–2,5 μm i brązowe zabarwienie. Wyrastająca z niej szczecinka stopniowo zwęża się, na końcu osiągając grubość 1,5–2,5 μm. Ma długość 22–30 μm i jest septowana. Sklerocja pokryte szczecinkami. Fialidy o rozmiarach 30–45 × 6–7 μm, jednokomórkowe, cylindryczne, bezbarwne. Konidia cylindryczne o zaokrąglonych brzegach. Często widoczne są na nich blizny. Są bez przegród, bezbarwne, z często występującą na końcu małą gutulą, stwarzającą (przy mniejszych powiększeniach) fałszywe wrażenie środkowej przegrody. Mają rozmiar (15)16–24(27) × (2,5)3–4,5(5,5) μm. Często występują nich konidia o nieregularnym kształcie.
Podczas hodowli na agarze dekstrozy ziemniaczanej powstają małe, białe kolonie złożone z grzybni powietrznej, w której zazwyczaj licznie tworzą się przetrwalniki, początkowo gładkie i szare, szybko jednak stają się czarne i pokryte szczecinkami. Acerwulusy powstają albo koło przetrwalników i połączone są z nimi, albo oddzielnie. Konidiofory czasami z przegrodami, rozgałęzione. W grzybni często występują pojedyncze fialidy. Appressoria o kształcie elipsoidalnym lub jajowatym, często nieregularnie klapowane. Mają bursztynową barwę i rozmiar (5) 6,5–11,5 (14) × (3,5) 4–8 (10,5) μm. Tworzą się na bezbarwnej, cienkiej strzępce rostkowej o zmiennym kształcie.

## Występowanie i siedlisko
Poza Antarktydą występuje na wszystkich kontynentach, a także na licznych wyspach.
Pasożyt wywołujący u ziemniaków i pomidorów grzybową chorobę zwaną antraknozą ziemniaka i pomidora. Pasożytuje także na innych gatunkach roślin – podano jego występowanie na 35 gatunkach roślin należących do 13 rodzin. Głównie są to gatunki z rodziny dyniowatych, bobowatych i psiankowatych. Wśród roślin uprawnych atakuje także truskawki i cebulę.